# Ramona Valley AVA
Ramona Valley AVA (anerkannt seit dem 7. Dezember 2005) ist ein Weinbaugebiet im US-Bundesstaat Kalifornien. Das Gebiet liegt im Verwaltungsgebiet San Diego County, ca. 45 km nordöstlich der Stadt San Diego. Es war die bereits 162ste American Viticultural die durch das Alcohol and Tobacco Tax and Trade Bureau als geschützte Herkunftsbezeichnung der Vereinigten Staaten anerkannt wurde. Das Gebiet umfasst nahezu 36.000 Hektar anerkannter Fläche rund um die Stadt Ramona. Das Klima ist mit einer jährlichen Niederschlagsmenge von 420 mm trocken und ein Weinbau wird nur durch die Höhe des Gebiets auf fast 430 m ü. NN ermöglicht.
In der übergeordneten South Coast AVA gelegen war das Ramona Valley nach San Pasqual Valley AVA im Jahr 1981 und Temecula Valley AVA im Jahr 1986 die dritte AVA, die in Südkalifornien definiert wurde. Das Gebiet liegt mittig zwischen dem Pazifischen Ozean und der Colorado-Wüste.